# Ateneu Ferrolano

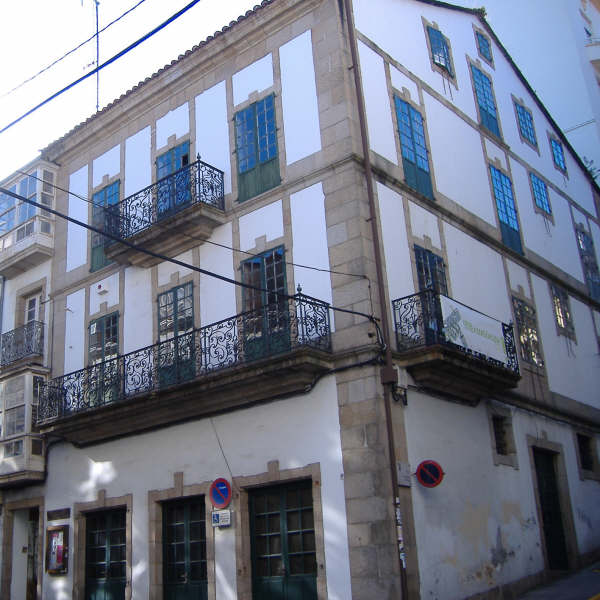
Sede do Ateneu Ferrolano, na cidade galega de Ferrol

O Ateneu Ferrolano ou “Ateneo Ferrolán” é uma associação sem fins lucrativos, de carácter cultural, com vocação de promover e defender a cultura galega, em Ferrol, na Galiza.
Foi fundado em 1879 por um grupo de intelectuais presididos por Avelino Comerma e Batalla com o nome de “Ateneo Científico e Literario de Ferrol”.
Depois de várias etapas e da sua paralisação em 1936 por causa da Guerra Civil espanhola, o Ateneo retomou a sua trajectória em 1976.
A sua sede encontra-se num prédio singular do século XVIII, no histórico Bairro da Madalena de Ferrol.
Sob o mote “un lugar de encontro para a cultura”. O Ateneu desenvolve as suas actividades como entidade cultural nos campos das artes plásticas, música, literatura, teatro, audiovisuais, etc.
Na sua programação destaca o serviço de Biblioteca-Hemeroteca aberta ao público en geral, o certame anual de gaita-de-foles “Constantino Bellón”, certames de fotografia,teatro e curta-metragem, a publicação da sua revista trimestral intitulada Atenea e de um caderno bianual, as edições das gravações em directo das finais do certame de gaita-de-foles ou a edição de documentários, entre outros.
O Ateneu é um ponto de referência dentro do mundo cultural de Ferrol e da Galiza en geral, pelas muitas e variadas actividades que organiza em função duma procura social ao serviço da qual orienta todos os seus esforços e poder de convocação.
Além disso, as suas dependências estão a disposição de aquelas entidades que as solicitarem.
Desde 1989, a Biblioteca-Hemeroteca do "Ateneo Ferrolán" é considerada pela Conselharia da Cultura e Desporto da Junta da Galiza como “biblioteca de titularidade privada de especial interesse para a Galiza”, integrando-se na rede de Bibliotecas da Galiza. Actualmente os seus fundos estão a ser digitalizados num acordo assinado com a Fundação “Barrié de la Maza” da Corunha.